# Newborn
Newborn é uma cidade  localizada no estado americano de Geórgia, no Condado de Newton.

## Demografia
Segundo o censo americano de 2000, a sua população era de 520 habitantes.
Em 2006, foi estimada uma população de 738, um aumento de 218 (41.9%).

## Geografia
De acordo com o United States Census Bureau tem uma área de 4,1 km², dos quais 4,1 km² cobertos por terra e 0,0 km² cobertos por água.

## Localidades na vizinhança
O diagrama seguinte representa as localidades num raio de 20 km ao redor de Newborn.